# نمر عربي
النَّمِرُ العَرَبي من الحيوانات الثديية اللاحمة (آكلات اللحوم) والتي تتبع فصيلة السنوريات، وهو نوع فرعي من النمر موطنه شبه الجزيرة العربية الذي يشمل اليوم جنوب سوريا، وفلسطين، والسعودية، والإمارات، واليمن، وعمان. وهي إحدى سُلالات النمور. يُعتبر النمر العربي أكبر وأقوى أنواع القطط العربية، ولكنه يبقى الأصغر حجمًا بين سُلالات النمور جميعها، والتي تنتشر في قارتي آسيا وأفريقيا، وقد تم إدراجه على أنه مهدد بالانقراض على القائمة الحمراء للـ IUCN منذ عام 1996 حيث قُدر أن أقل من 200 فرد بري على قيد الحياة في عام 2006. يُعتقد أن عددها ينخفض بشكل مستمر.

## المعيشة والحياة الاجتماعية
النمور العربية حيوانات تقطن الجبال العالية على عكس ما يظنه العامّة من أنها حيوانات قاطنة للصحراء ومناطق الآجام الغالبة على الدول التي تستوطنها، فهي تتواجد بصورة رئيسيّة في جبل سمحان في مُحافظة ظفار العمانية ومنطقة منطقة الباحة وعسير الجبليتان وجبال شدا في المخواة جنوب السعودية وفي محمية عين جدي بالقرب من البحر الميت بفلسطين. تقتات النمور العربية على الوعول النوبية، الماعز البري، الطهر العربي، الثعالب، وغيرها من الحيوانات الجبلية، ويمتلك كل نمر منطقة خاصة به ويقوم بالدفاع عنها ضد النمور الأخرى من الجنس نفسه. تكون منطقة الذكر أكبر حجما من منطقة الأنثى وتتقاطع دائما مع مناطق إناث متعددة، وتقوم النمور داخل هذه المناطق بالصيد والتزاوج وتربية جرائها، وفي المناطق الجافة والقاحلة تكون مساحة حوز النمور أكبر من ذاك في المناطق الأقل جفافا وذلك عائد إلى ندرة الطرائد في المناطق الجافة مما يرغم النمور أن توسّع من نطاق بحثها عن الغذاء، وهذا يدل أيضا على أن النمور العربية لم تكن يوما وافرة العدد في هكذا مناطق.
النِمر العربي يتميز بنشاطهِ نهاراً وليلاً ولكنه يبقى حذرا من التواجد البشري، وهذه الحيوانات انعزالية لا تلتقي غيرها من النمور إلا في فترة التزاوج والتي تدوم تقريباً 5 أيام، يتم خلالها التزواج عدة مرات. وبعد فترة حمل تدوم ما بين 98 إلى 100 يومِ، تلد الأنثى من شبل إلى أربعة أشبال في أحد الكهوف أو الشقوق الصخرية. وتكون الأشبال عمياء عند الولادة، وتفتح أعينها بعد تسعة إلى عشر أيامِ، وعندها يبدأون باستكشاف بيئتهم المحيطة. وهم عادة لا يغادرون العرينِ وحدهم حتى يصلوا إلى عمر أربعة أسابيع على الأقل. أثناء هذه الأسابيع الأولى تقوم الأم بنقل الأشبال من عرين إلى آخر عدّة مرات للتقليل من فرص عثور الضواري الأخرى عليهم. وتصل أعمار النمور في البرية ما بين 10 إلى 15 سنة، بينما تصل أعمارها في مراكز الإكثار حتى 20 عامًا.

## الصفات الخارجية
تكون النمور العربية فاتحة اللون بشكل كبير حيث أن اللون الذهبي المصفرّ والذي يتواجد في العادة بين البقع في معظم أنحاء جسم باقي السلالات لا يتواجد عند هذه السلالة إلا على طول ظهورها، ومن ثم يبهت إلى الأصفر الشاحب أو الأبيض على باقي الجسد. ويتراوح طول الذكر بين 1.8 إلى 2.3 متراً مع احتساب الذيل، وطول النمرة الأنثى بين 1.6 إلى 1.82 متراً، وتتميز بلون عيونها الزرقاء خلافاً لمثيلاتها الأفريقية. تزن الأنثى البالغة 23 كيلوغراماً، بينما يزن الذكر البالغ ما يقارب الـ 35 كيلوغراماً. وبالمُقارنة فإن النمور الأفريقية الجنوبية يمكن أن يتراوح وزنها ما بين 50 إلى 70 كيلوغراماً، وبالتالي يمكن اعتبار النمور العربية أصغر من باقي سلالات النمر الإفريقية والآسيوية. يتشابه الذكر مع الأنثى، ولكن الذكور تكون أكبر من الإناث، كما يتم التمييز بينهما بوجود كيس الصفن الواضح لدى الذكور، وتمتاز النمور العربية بذيولها الطويلة، والتي تستعملها في التوازن أثناء التسلق.

## الغذاء
تقتات النمور العربية على الماشية المستأنسة (الماعز عادة) بشكل كبير وذلك عائد إلى أن طريدتها الطبيعية أي الطهر العربي وغزال الجبل قد أصبحت نادرة لدرجة كبيرة أو حتى اختفت في بعض الدول التي تقطنها، وهذا التصرف بدوره يضعها في مواجهة مباشرة مع الإنسان بالرغم من أن هذا يحدث في اليمن ومسندم والسعودية غالبا. تفترس النمور العربية الثعالب وأي نوع أخر من الثدييات الصغيرة بالإضافة إلى الطيور والجيفة، وهي تصطاد أثناء فترة الغسق والفجر إجمالا وتنشط أثناء الليل بشكل أكبر من النهار الذي تمضيه في أماكن ظليلة مخفيّة عن العيون هربا من الحرارة المرتفعة.

## الوضع الحالي والتعداد
تعتبر هذه السلالة من النمور بأنها معرّضة بصورة حرجة، وقد أدى الصيد المكثّف في أوائل التسعينات من القرن العشرين إلى إطلاق عدّة برامج للحفاظ على هذه النمور وعلى مسكنها الجبلي وجميع أصناف الحياة البرية التي تقطنه. يبلغ عدد النمور العربية حوالي 15 أو 18 نمرا في صحراء النقب ووادي عربة في فلسطين، وقرابة 200 نمر في شبه الجزيرة العربية بأكملها وخصوصا على امتداد جبال مدين والحجاز والسروات حتى اليمن وكذلك في شرق الإمارات، ولا تزال الأعداد تتناقص في المناطق البريّة الغير محمية بسبب اضطهادها وصيدها على اعتبار أنها من الحيوانات المضرّة والمؤذية.[بحاجة لمصدر]
كان النمر العربي في السابق أكبر السنوريات وأكثرها انتشاراً في شبه الجزيرة العربية، فقد امتد موطنه على مسافة 1700 كيلومتر عبر جبال الحجاز وفي شرق الجزيرة في عمان والإمارات وغيرها. لكنه الآن مُهدد وَمَوضوع على القائمة الحمراء للأنواع المهددة بالانقراض، ويُعتقد أنه بهذا المُعدل متجه إلى الانقراض تماماً من مناطقه الواسعة التي تمتد عبر مُعظم أفريقيا وغرب آسيا. تفيد الدراسات الحديثة بأن انتشار النمر العربيّ في المنطقة العربية أصبح مَحدوداً جداً، وقد اختفى من العديد من بعض المناطق مثل جبال مدين، بينما تضاءل وُجوده كثيراً في مناطق أخرى مثل جبال السروات والحجاز عموماً، وقتل آخر فرد منه في جبال الطويق عام 1970م. وفي عام 2006، توصلت دراسة من قسم علم الحيوان في جامعة الملك سعود قامت بمسح أكثر من 50 موقعاً في السعودية إلى وُجود 65 فرد فقط من النمر العربي في كافة المناطق التي مسحتها عبر جبال الحجاز، وتؤكد تقارير انتشار النمر العربي في أكثر من منطقة يمنية، بينها يافع وأبين والضالع ولحج وعمران وحجة والمهرة.
رصدت مؤسسة حلم اخضر قتل أكثر من 20 نمراً عربياً في اليمن بين عام 2014 و 2018

## الصندوق العالمي لحماية النمر العربي
في فبراير 2019 وبرئاسة الأمير محمد بن سلمان آل سعود أطلقت الهيئة الملكية لمحافظة العلا بالمملكة العربية السعودية الصندوق العالمي لحماية النمر العربي، وجاء ذلك ضمن إطلاق مشروع محمية شرعان الطبيعية. وقد ساهم الصندوق في الحفاظ على النمر العربي وعلى بعض أنواعه المهددة بالانقراض، التي تنتشر في جبال العُلا سابقًا، حيث بلغ عدد النمور العربية في المملكة أقل من 250 نمرًا، وفي 23 أبريل 2021 أعلنت الهيئة عن ولادة أنثى جديدة من النمر العربي لتنضم إلى مجموعة النمور العربية التي ضمن برنامج الإكثار في مركز الأمير سعود الفيصل لأبحاث الحياة الفطرية.

## اليوم العالمي للنمر العربي
أعلنت الجمعية العامة للأمم المتحدة يوم 10 شباط/فبراير يومًا عالميًا للنمر العربي في القرار 77/295 لإذكاء الوعي بشأن هذا النوع البري المهدد بالانقراض.
وأشار قرار الأمم المتحدة إلى الأهمية الحيوية للنمر العربي للنظام البيئي العربي، ورحب بالمبادرات الإقليمية التعاونية لصونه وغيره من الأنواع المهددة بالانقراض. كما شدد على الحاجة الملحة لزيادة الدعم العالمي لضمان بقاء الأنواع الفرعية على المدى البعيد. ودعا القرار إلى تعزيز الجهود التي تبذلها دول المجموعة العربية وأصحاب المصلحة المعنيين، من مثل المنظمات غير الحكومية والمجتمعات المحلية ووكالات الأمم المتحدة.

## معرض صور

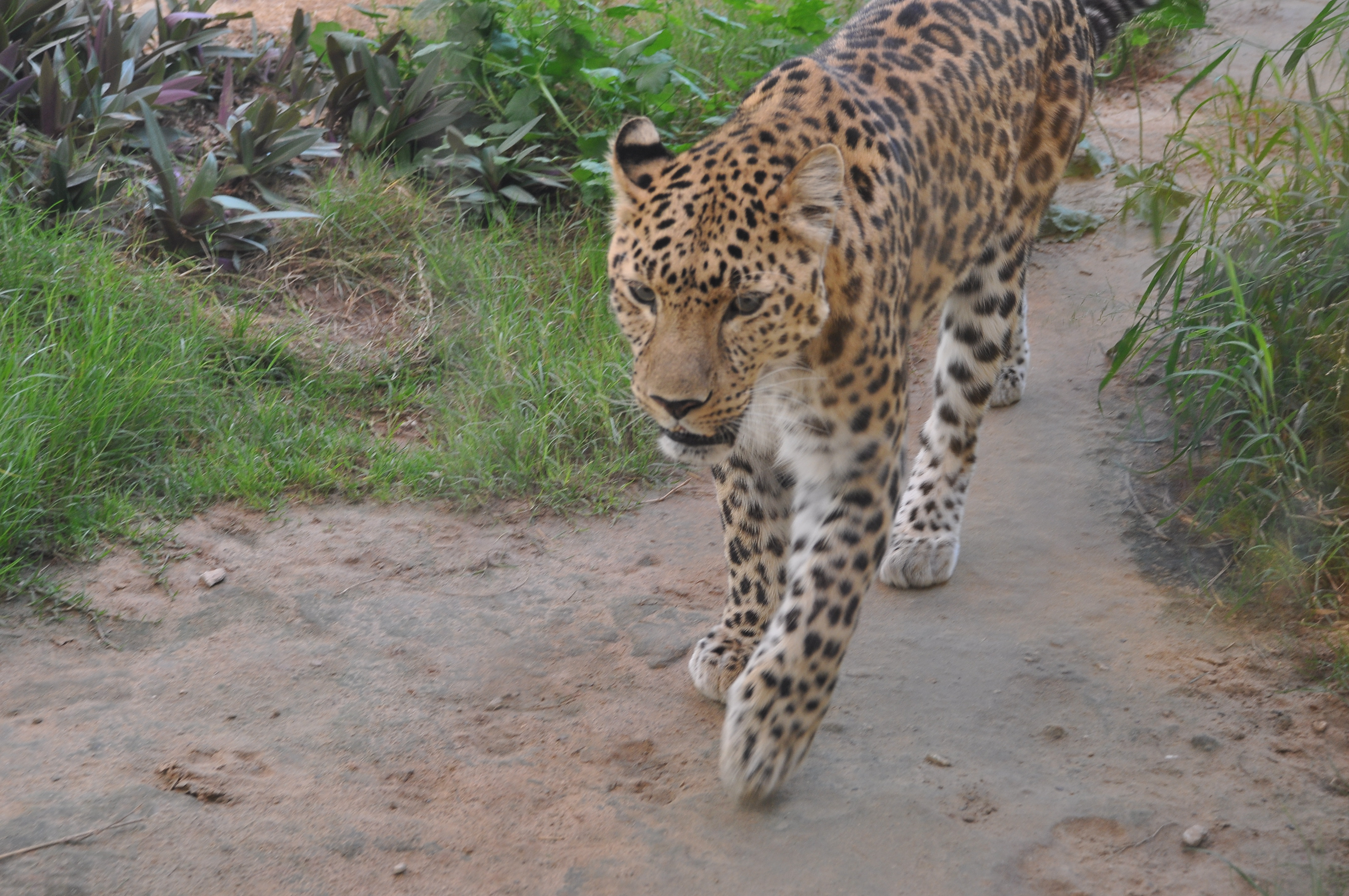
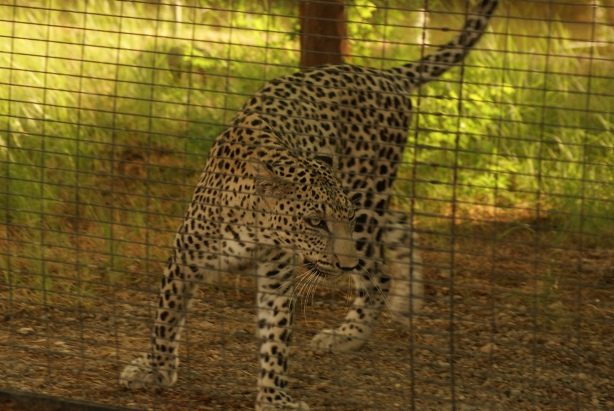
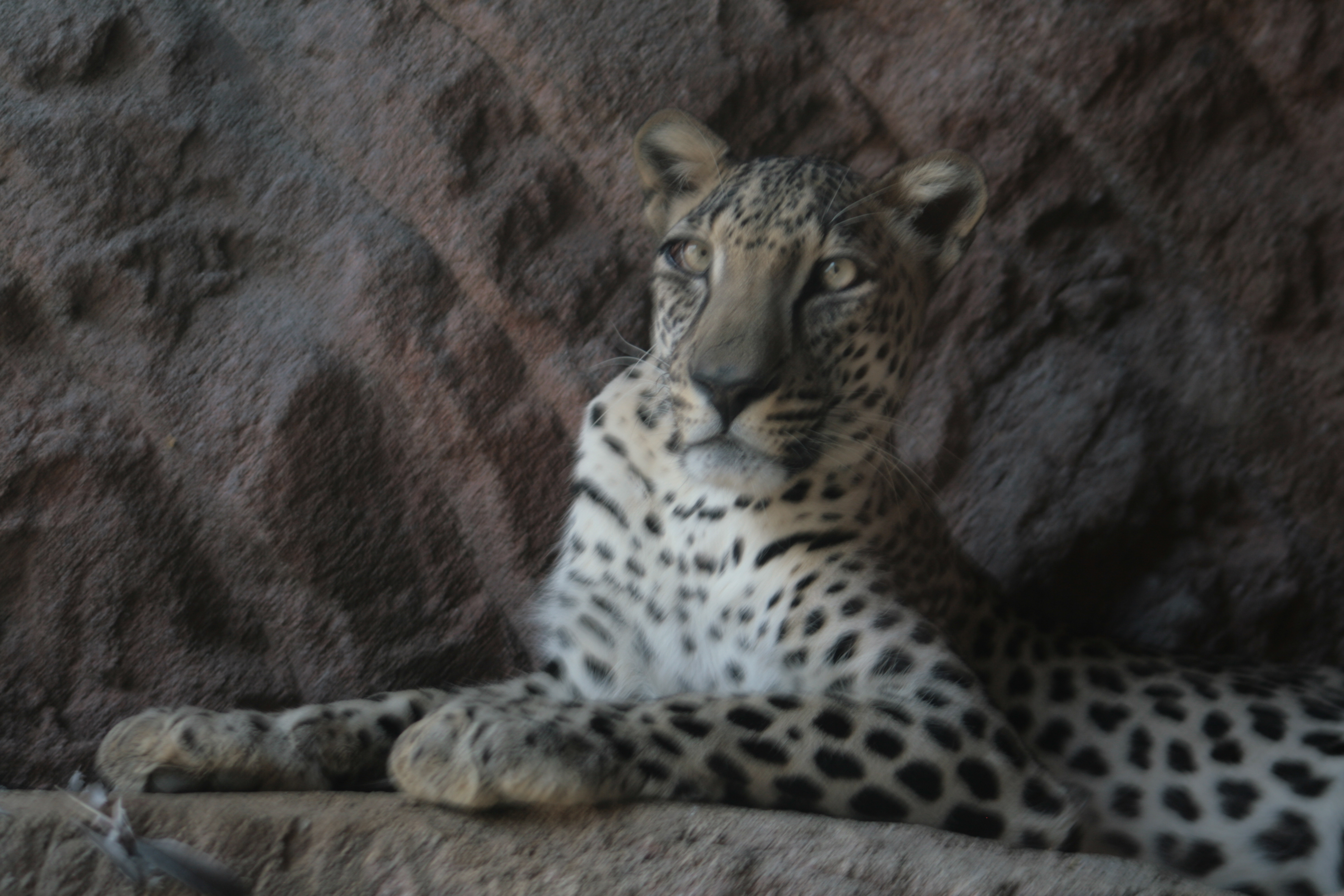